# Frances Gamble
Frances Gamble née Frances Margaret Niven en 1949 à Pietermaritzburg et morte le 27 mars 1997 à Braamfontein est une géographe et spéléologue sud-africaine. Spécialisée en climatologie, elle développe un vaste travail sur les grottes sud-africaines, alors pionnier, qui permet la mise en place de politiques de conservation nécessaires pour les protéger. Elle s'investit également dans l'éducation à l'environnement à travers plusieurs organisations associatives. À une époque où l'apartheid limite les collaborations internationales, elle construit des réseaux pour faciliter la recherche.

## Biographie
Frances Niven est née en 1949 à Pietermaritzburg, dans la province du Natal, en Afrique du Sud. Ses deux parents sont universitaires,. Vers 1950, la famille s'installe à Bulawayo, en Rhodésie du Sud, où son père travaille au Teacher's College jusqu'en 1965. La famille retourne ensuite à Natal où son père est titularisé à l'université de Natal.

### Formation

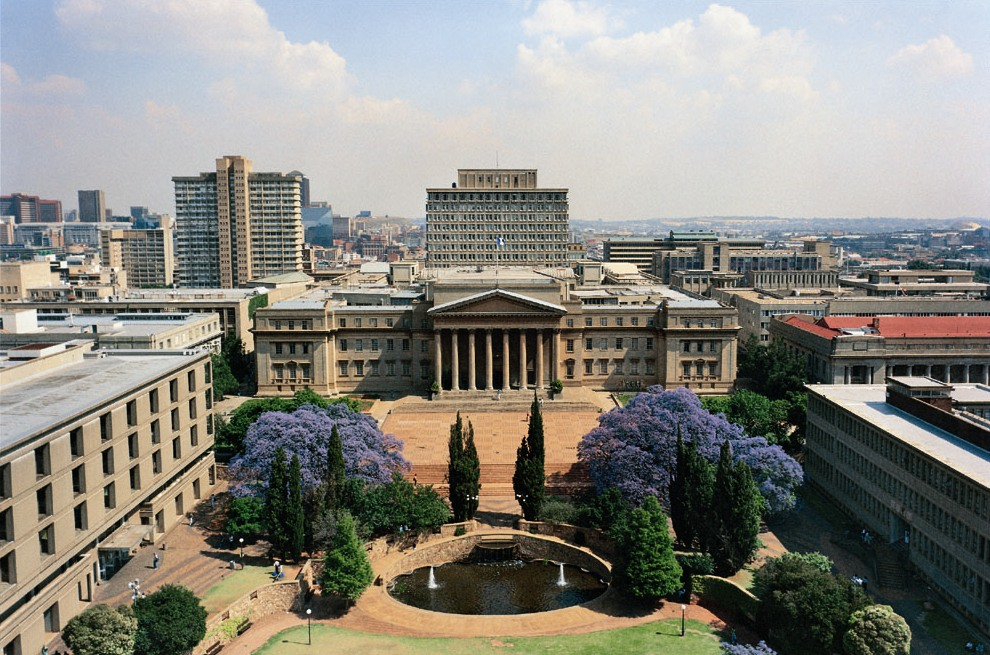
L'université de Witwatersrand.

Frances Niven s'inscrit également à cette université et obtient un bachelor en sciences en 1969 et un diplôme de troisième cycle spécialisé en 1971. En janvier 1972, Frances Niven est nommée climatologue à l'université de Witwatersrand au département de géographie et de sciences de l'environnement,. Elle se marie avec W. A. L. Gamble ; le couple a une fille. Frances Gamble soutient sa thèse de doctorat en 1982 avec comme sujet de recherche La gestion des écosystèmes de grottes karstiques dans le Transvaal.

### Actions pour le développement de la recherche
Frances Gamble est déléguée sud-africaine à l'Union internationale de spéléologie et présidente de la Société géographique sud-africaine entre 1989 et 1991. Elle est une membre fondatrice de la Cave Research Organization of South Africa (Organisation de recherche sur les cavernes d'Afrique du Sud), une association axée sur la professionnalisation de la recherche scientifique en spéléologie dans le pays. À une époque où les politiques d'apartheid limitent la possibilité pour les universitaires d'Afrique du Sud de collaborer avec des chercheurs internationaux, Frances Gamble introduit des programmes interdisciplinaires pour les sciences de l'environnement à l'Université du Witwatersrand et construit des réseaux avec des partenaires internationaux pour faciliter l'éducation et la recherche. Elle est également membre de l'Association britannique de recherche sur les cavernes (en) et de la National Speleological Society basée aux États-Unis.

### Fin de vie
Frances Gamble fait toute sa carrière à l'université de Witwatersrand et part à la retraite en 1995. Elle meurt d'un cancer du côlon le 27 mars 1997 à Braamfontein et est enterrée le 14 avril à Johannesburg.

## Travaux

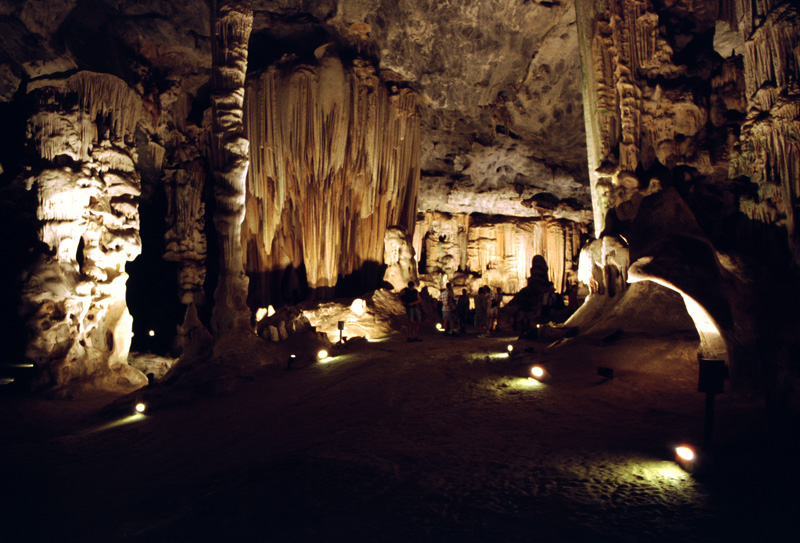
Grottes du Cango.

Les recherches de Frances Gamble portent sur les grottes dont elle étudie aussi bien les aspects environnementaux, comme le degré de luminosité, que les impacts humains, comme le tourisme, sur les systèmes de grottes,.
La thèse de Frances Gamble, La gestion des écosystèmes de grottes karstiques dans le Transvaal est le premier travail sur ce sujet en Afrique du Sud. Il regroupe vingt de ses anciennes publications sur le sujet. Selon la géomorphologue Margaret E. Marker, jusqu'à son décès il s'agit de la seule recherche portant sur la climatologie des grottes et leur protection en Afrique du Sud.

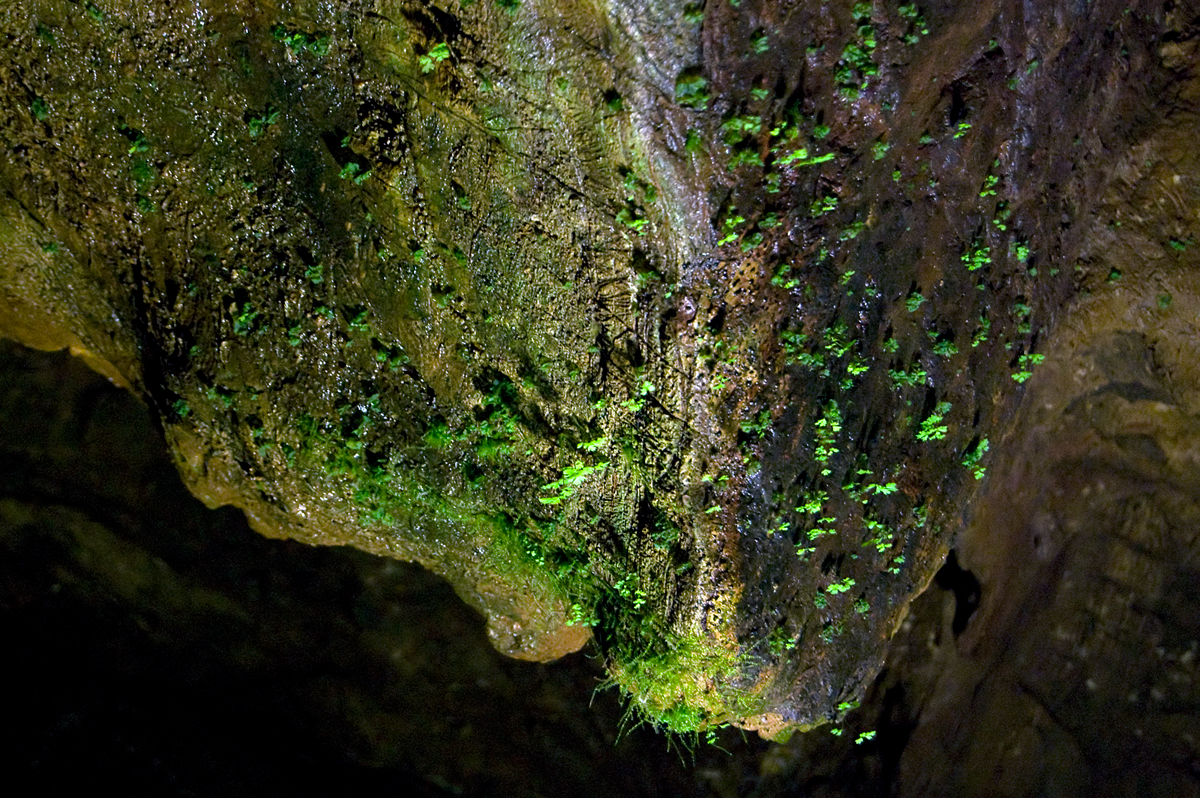
Exemple de « maladie verte ».

Ses recherches permettent d'identifier plusieurs causes de détérioration de l'environnement par les touristes et l'urbanisation. Parmi les problèmes externes provoqués par l'urbanisation, elle montre différentes sources de pollutions. Celle liée à l'eau a pour origine le développement de l'agriculture et ses résidus, la construction de routes ainsi que de bâtiments ainsi que les stations de pompage. La pollution atmosphérique entraîne des modifications dans la ventilation et le débit de l'air. Enfin, les grottes sont endommagées par le dynamitage. Les problèmes causés par les touristes sont de plusieurs types : détritus, graffitis, éclairage, apparition de la « maladie verte (en) », introduction de flore et de faune étrangère à la grotte et enlèvement de matériaux comme le guano et les spéléothèmes.

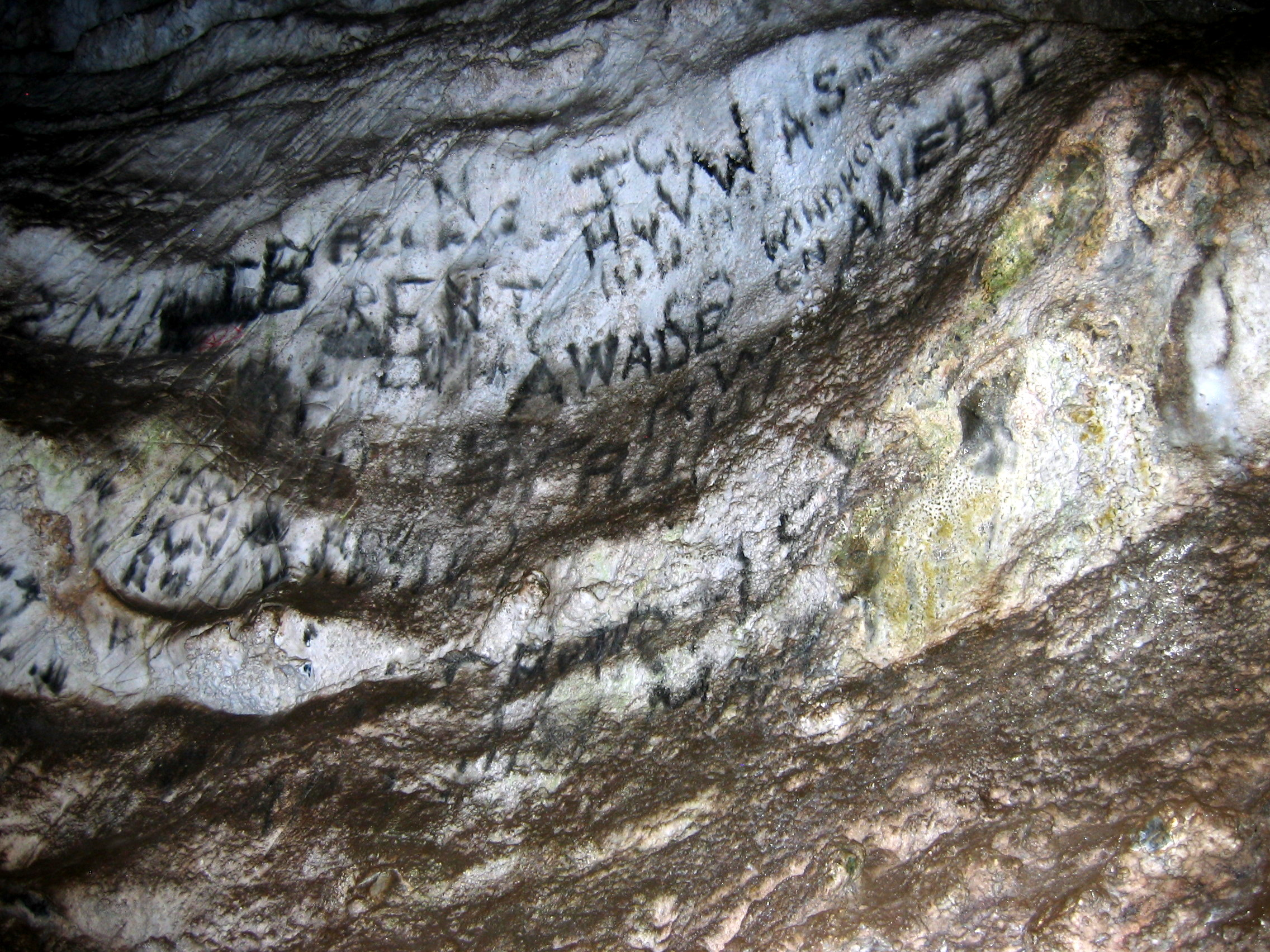
Exemples de graffitis dans la grotte préhistorique de Sterkfontein.

À partir de ses recherches, elle recommande l'implication des scientifiques dans la création de lignes directrices concernant la préservation et l'utilisation des écosystèmes de grottes.
En 1992, le savant Stephen A. Craven, note que ses contributions sont « le travail le plus exhaustif sur la conservation de grotte en Afrique du Sud ».

## Engagement
Afin de mettre en avant l'importance de la protection des grottes, Frances Gamble s'investit dans l'éducation à l'environnement auprès des jeunes à travers des articles, des concours ou des opérations de nettoyage sur divers sites,. Elle est présidente de l'Environmental Education Association of South Africa (Association d'éducation à l'environnement d'Afrique du Sud) entre 1986 et 1989 et dirigeante de l'organisation jusqu'en 1992. Son mandat est marqué par sa capacité a attirer des sponsors qui financent leur revue et par investissement dans diverses procédures administratives qui permettent à la recherche sud-africaine d'accéder à des collaborations transfrontalières.

## Publications
- (en) Niven et Hood, « Diurnal atmospheric characteristics of the Sterkfontein Tourist Cave » [« Caractéristiques atmosphériques diurnes de la grotte touristique de Sterkfontein »], South African Journal of Science, Marshalltown, Transvaal, South African Association For The Advancement Of Science, vol. 74,‎ avril 1978, p. 134–135 (ISSN 0038-2353, OCLC 8132675975, hdl 10520/AJA00382353_6986)
- (en) Gamble, « Alpha-Radiation in Karst Areas of the Transvaal, South Africa » [« Rayonnement alpha dans les zones karstiques du Transvaal, Afrique du Sud »], Transactions, Great Hucklow, Buxton, British Cave Research Association, vol. 8, no 4,‎ 1981, p. 254–260 (lire en ligne)
- (en) Gamble, « Disturbance of Underground Wilderness in Karst Caves » [« Perturbation de la nature sauvage souterraine dans les grottes karstiques »], International Journal of Environmental Studies, London, Gordon and Breach Science Publishers, vol. 18, no 1,‎ novembre 1981, p. 33–39 (ISSN 0020-7233, OCLC 4657541085, DOI 10.1080/00207238108709921)
- (en) Gamble, « Educational Resource Identification in the Environment » [« Identification des ressources éducatives dans l'environnement »], Southern African Journal of Environmental Education, Howick, KwaZulu-Natal, Environmental Education Association of Southern Africa, vol. 7,‎ avril 1988, p. 26–29 (ISSN 0256-7504, OCLC 5878013822, lire en ligne)
- (en) Gamble, « Geographers and the Environment in a Changing Southern Africa » [« Les géographes et l'environnement dans une Afrique australe en mutation »], South African Geographical Journal, Braamfortein, South Africa, South African Geographical Society, vol. 74, no 2,‎ septembre 1992, p. 72–74 (ISSN 0373-6245, OCLC 5878482359, DOI 10.1080/03736245.1992.10586400)